# Evropská filmová cena za celoživotní dílo
Evropská filmová cena za celoživotní dílo je jednou z cen, kterou každoročně od roku 1988 uděluje Evropská filmová akademie. Získávají ji evropští filmoví umělci, kteří významně přispěli k vývoji evropského filmu. Od roku 1997 akademie uděluje podobnou cenu, za přínos kinematografii světové (jejím prvním nositelem se stal Miloš Forman), tu získávají evropští filmoví umělci, kteří se prosadili zejména v USA.

## Vítězové
| Rok  | Držitel                | Profese                                  |
| ---- | ---------------------- | ---------------------------------------- |
| 1988 | Ingmar Bergman         | režisér a scenárista                     |
| 1988 | Marcello Mastroianni   | herec                                    |
| 1989 | Federico Fellini       | režisér a scenárista                     |
| 1990 | Andrzej Wajda          | režisér                                  |
| 1991 | & Alexandre Trauner    | výtvarník                                |
| 1992 | & Billy Wilder         | režisér                                  |
| 1993 | Michelangelo Antonioni | režisér a scenárista                     |
| 1994 | Robert Bresson         | režisér                                  |
| 1995 | Marcel Carné           | režisér                                  |
| 1996 | Alec Guinness          | herec                                    |
| 1997 | Jeanne Moreau          | herec                                    |
| 1999 | Ennio Morricone        | hudební skladatel                        |
| 2000 | Richard Harris         | herec                                    |
| 2001 | Monty Python           | komediální skupina                       |
| 2002 | Tonino Guerra          | scenárista                               |
| 2003 | Claude Chabrol         | režisér                                  |
| 2004 | Carlos Saura           | režisér                                  |
| 2005 | Sean Connery           | herec                                    |
| 2006 | & Roman Polanski       | režisér                                  |
| 2007 | Jean-Luc Godard        | režisér a scenárista                     |
| 2008 | Judi Dench             | herečka                                  |
| 2009 | Ken Loach              | režisér                                  |
| 2010 | Bruno Ganz             | herec                                    |
| 2011 | Stephen Frears         | režisér                                  |
| 2012 | Bernardo Bertolucci    | režisér a scenárista                     |
| 2013 | Catherine Deneuve      | herečka                                  |
| 2014 | Agnès Varda            | režisérka, scenáristka a dokumentaristka |
| 2015 | Charlotte Rampling     | herečka                                  |
| 2016 | Jean-Claude Carrière   | scenárista, herec a režisér              |
| 2017 | Alexandr Sokurov       | režisér a scenárista                     |
| 2018 | Carmen Maura           | herečka                                  |
| 2019 | Werner Herzog          | režisér                                  |
| 2021 | Márta Mészáros         | režisérka                                |
| 2022 | Margarethe von Trotta  | režisérka, scenáristka a herečka         |
| 2023 | Vanessa Redgrave       | herečka                                  |
| 2024 | Wim Wenders            | režisér                                  |